# Картымская (станция)
Картымская — железнодорожная станция в посёлке Картымском Нижнетавдинского района Тюменской области. Относится к железнодорожной ветке Войновка — Ульт-Ягун. 
Отсюда идут двухпутные ветки к Тобольску и Тюмени. 
Название, вероятно, получила по речке Кыртымке. Рядом располагается и Кыртымское озеро.

## Движение
Осуществляется пригородное движение Тобольск — Тюмень с остановкой в Картымской. 
Также осуществляется курсирование пассажирских поездов дальнего следования, следующих через Тюмень с Транссибирской магистрали. Расписание движение поездов дальнего следования постоянное и сезонное.
Железнодорожная ветка не электрифицирована, осуществляется движение тепловозами.

## Инфраструктура
Ведётся приёмка и выгрузка грузов. Также ведётся продажа билетов на пассажирские поезда.
Имеется здание железнодорожного вокзала. 